# Gastronomía de Zimbabue
La gastronomía de Zimbabue es una de las cocinas del África oriental. Se basa en una mezcla de las culturas Shona (70%) y Ndebele (20%), así como de la cultura europea.
Uno de los alimentos más populares es el sadza, hecho de harina de maíz (maicena, llamada hupfu en shona y impuphu en ndebele). Se trata de un producto básico, que se consume en el desayuno (junto con té), el almuerzo y la cena como acompañamiento a carnes, vegetales (espinacas, chomolia, col silvestre o berza) o frijoles. También se puede acompañar de leche agria (mukaka wakakora). Similar a la sadza es la bota, condimentada con mantequilla de maní.
Ya que Zimbabue es un país sin acceso al mar, el pescado y el marisco no son comunes. Sin embargo, cerca de lagos y ríos (como el lago Kariba) se puede encontrar sardina tanganica (Limnothrissa miodon), conocida localmente como kapenta. Se trata de un pescado de pequeño tamaño, común en el oriente africano. La temporada de la kapenta coincide con la época de lluvias, se puede congelar o salar y secar al sol. La kapenta no se encuentra en los mercados zimbabwenses, solo en lugares aledaños al lago. Se come frita y/o acompañada de sadza.
También han llegado a Zimbabue platos de los afrikáneres (colonos europeos en Sudáfrica) como el biltong (carne de res seca parecida a la cecina) o el boerewors (salchicha de res con especias).
Un manjar de la gastronomía de Zimbabue son las orugas mopane (Gonimbrasia belina), que se hierven y se sirven con vegetales y sadza.
La cerveza nacional y más famosa de Zimbabue es la Lager Zambezi.

## Galería
|                                       |
| Vendedora de escarabajos en Masvingo. |

|                                                   |
| Plato zimbabuense: salchichas, vegetales y sadza. |

|                                                                                      |
| estofado de carne picada con soja, papas, judías verdes, pimiento, cebolla y tomate. |

|                                                                            |
| Proceso llamado kataura, consiste en desplumar el pollo con agua caliente. |

|                    |
| Kapenta con sadza. |

|                            |
| Orugas mopanes cosechadas. |

|                  |
| Cerveza Zambezi. |